# فوهن‌اشتراوس
شهر فوهن‌اشتراوس (به آلمانی: Vohenstrauß) در ایالت بایرن در کشور آلمان واقع شده‌است.